# لعب الأدوار (فلم)
لعب الأدوار (بالإنجليزية: Role Play) هو فيلم أكشن كوميدي صدر عام 2024 من إخراج توماس فنسنت، وتأليف سيث أوين، وإنتاج أندرو رونا وكالي كوكو. الفيلم من بطولة كوكو، وديفيد أويلو، ورودي دارمالينغام، وكوني نيلسن، وبيل نيغي.
تم إصدار الفيلم بواسطة أستوديوهات أمازون عبر أمازون برايم فيديو في 12 يناير 2024.

## طاقم التمثيل
- كالي كوكو في دور إيما براكيت
- ديفيد أويلو في دور ديف براكيت
- بيل ناي في دور بوب كيليرمان
- كوني نيلسن في دور جوين كارفر
- رودي دارمالينغام في دور راج
- لوسيا أليو في دور كارولين براكيت
- ريجان بريان جودجون في دور وايت براكيت
- سيمون ديلاني في دور توبي بيرمان

## الإطلاق
في يونيو 2022، أفيد أن أمازون برايم فيديو كان في المفاوضات النهائية لإصدار الفيلم في الولايات المتحدة والعديد من المناطق الدولية. تم تأكيد البيع في نفس الشهر.
تم إصدار الفيلم بواسطة المنصة في 12 يناير 2024.